# Abderrahim Goumri

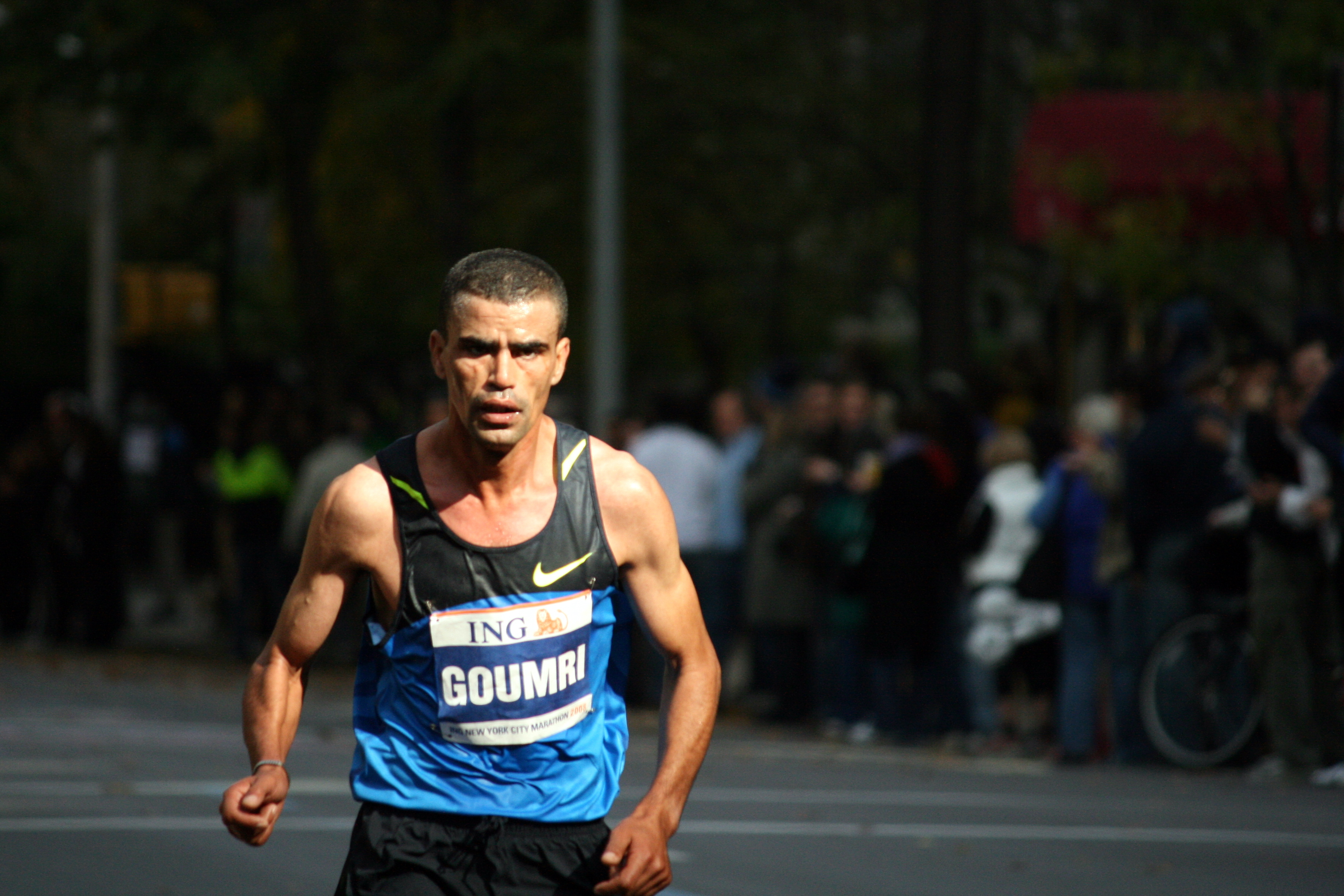
Abderrahim Goumri (2008)

Abderrahim Goumri (arabisch عبد الرحيم الڭومري, DMG ʿAbd ar-Raḥīm al-Gūmriyy; * 21. Mai 1976 in Safi; † 19. Januar 2013 in Temara) war ein marokkanischer Leichtathlet.

## Karriere
Im Jahr 2001 gewann der Langstreckenläufer über 10.000 Meter Silber bei den Spielen der Frankophonie und kam bei den Weltmeisterschaften in Edmonton auf den 16. Platz. Im Jahr darauf wurde er bei den Crosslauf-Weltmeisterschaften 2002 in Dublin Siebter auf der Langstrecke und holte mit der marokkanischen Mannschaft Bronze.
Abderrahim Goumri belegte 2003 bei den Crosslauf-Weltmeisterschaften in Avenches auf der Kurzstrecke den zehnten und auf der Langstrecke den 15. Platz und gewann jeweils mit der marokkanischen Mannschaft Bronze. Bei den Weltmeisterschaften in Paris/Saint-Denis wurde er Zehnter über 5000 Meter und bei den Halbmarathon-Weltmeisterschaften in Vilamoura Zwölfter. 2004 lief er bei den Olympischen Spielen in Athen über dieselbe Distanz auf Rang 13 ein, und 2005 wurde er bei den Weltmeisterschaften in Helsinki Achter über 10.000 Meter. 2006 gewann er die BOclassic und wechselte danach endgültig zum Straßenlauf.
Er feierte 2007 nach einem 21. Platz bei den Crosslauf-Weltmeisterschaften in Mombasa, mit dem er zur Silbermedaille des marokkanischen Teams beitrug, ein erfolgreiches Debüt im Marathonlauf, als er beim hochkarätig besetzten London-Marathon mit 2:07:44 h Zweiter wurde, mit nur drei Sekunden Rückstand auf den Sieger Martin Kiptoo Lel. Auch beim New-York-City-Marathon musste er sich nur Lel geschlagen geben.
2008 wurde er in 2:05:30 h Dritter beim London-Marathon hinter Lel und Samuel Kamau Wanjiru im ersten Marathonrennen der Geschichte, bei dem drei Läufer unter 2:06 h blieben. Beim Marathon der Olympischen Spiele in Peking kam er auf den 20. Platz, und in New York City wurde er erneut Zweiter.
Abderrahim wurde 2009 Sechster in London und Zweiter beim Chicago-Marathon, 2010 Dritter beim Philadelphia-Halbmarathon und Vierter beim New-York-City-Marathon. 2011 gelang ihm beim Seoul International Marathon sein erster Sieg über die 42,195-km-Distanz.
Kurz vor den Olympischen Spielen 2012 in London wurde Goumri wegen eines Dopingvergehens für vier Jahre bis zum 14. März 2016 gesperrt.
Abderrahim Goumri war 1,68 m groß und wog 59 kg.
Er kam am 19. Januar 2013 bei einem Autounfall in der Nähe der Stadt Rabat ums Leben. Die Athleten Youssef Baba und Rashid Ramzi wurden verletzt.

## Persönliche Bestzeiten
- 1500 m: 3:39,80 min, 3. August 1998, Malmö
- 3000 m: 7:32,36 min, 24. August 2001, Brüssel
  - Halle: 7:39,58 min, 3. Februar 2002, Stuttgart
- 5000 m: 12:50,25 min, 26. August 2005, Brüssel
  - Halle: 13:29,55 min, 2. Februar 2006, Stockholm
- 10.000 m: 27:02,62 min, 29. Mai 2005, Hengelo
- Halbmarathon: 1:01:19 h, 29. April 2001, Safi
- Marathon: 2:05:30 h, 13. April 2008, London